# Bruno Cadoré
Bruno Cadoré (ur. 14 kwietnia 1954 w Le Creusot) – katolicki prezbiter, dominikanin, generał Zakonu Braci Kaznodziejów w latach 2010-2019.

## Życie zakonne
Bruno Cadoré do zakonu wstąpił po ukończeniu studiów medycznych, a pierwsze śluby złożył 28 września 1980. Po zakończeniu nowicjatu dwa lata pracował na Haiti, organizując tam pomoc medyczną. Święcenia kapłańskie przyjął 28 września 1986 w Lille. Przez pewien czas odpowiadał za formację młodych zakonników. W 1992 uzyskał doktorat w zakresie teologii moralnej. Wyspecjalizował się w bioetyce i stał się cenionym ekspertem w tej dziedzinie. Od 28 grudnia 2001 kierował francuską prowincją dominikanów. 5 września 2010 zgromadzona w Rzymie 290. kapituła generalna dominikanów wybrała go na nowego generała Zakonu. Po zakończeniu kadencji w lipcu 2019, kapituła generalna Zakonu Kaznodziejów wybrała jako jego zastępcę Gerarda Timoniera.